# 阿尔喀山
阿尔喀山，位于中国青海省境内，为东西走向山脉，总长度约300公里，平均海拔约5000米。阿尔喀山主峰为布喀达坂峰，海拔6860米，为青海省最高峰。有野牛、藏原羚等野生动物。